# Efterår
Efterår er en af de fire årstider. På den nordlige halvkugle ligger efteråret fra september til november.
Der er ingen officiel meteorologisk definition, men for Danmark er foreslået perioden, hvor minimumstemperaturen ligger mellem 0 og 10 °C, og gennemsnitstemperaturen falder (cirka fra 20. september til 30. november).
Efteråret symboliseres i kunsten ofte med høsten, og at bladene begynder at falde af træerne. Omvendt symboliserer efteråret i den traditionelle kunst oftest alderdommen.
Det varmeste efterår (kalendermæssigt) i Danmark blev registreret i 2006 med en gennemsnitstemperatur på 12,2 °C.